# Bělčovice
Bělčovice (německy Wispitz) jsou malá vesnice, část obce Dešná v okrese Jindřichův Hradec v Jihočeském kraji. Nachází se asi čtyři kilometry severozápadně od Dešné. Bělčovice jsou také název katastrálního území o rozloze 3,13 km².

## Historie
První písemná zmínka o vesnici pochází z roku 1312.
Ve vsi stojí kaple Krista Krále.

## Obyvatelstvo
| Rok            | 1869 | 1880 | 1890 | 1900 | 1910 | 1921 | 1930 | 1950 | 1961 | 1970 | 1980 | 1991 | 2001 | 2011 | 2021 |
| -------------- | ---- | ---- | ---- | ---- | ---- | ---- | ---- | ---- | ---- | ---- | ---- | ---- | ---- | ---- | ---- |
| Počet obyvatel | 179  | 191  | 191  | 179  | 160  | 180  | 167  | 121  | 129  | 115  | 81   | 59   | 39   | 38   | 42   |
| Počet domů     | 37   | 38   | 37   | 36   | 36   | 36   | 36   | 30   | 26   | 20   | 22   | 24   | 25   | 26   | 26   |

## Obecní správa
Při sčítání lidu v letech 1850–1960 Bělčovice byly samostatnou obcí, se kterým patřily nejprve do okresu Dačice, ale v letech 1900–1930 v okrese Moravské Budějovice a v roce 1950 opět v okrese Dačice. V letech 1961–1976 byly částí obce Chvalkovice v okrese Jindřichův Hradec. Od 30. dubna 1976 jsou částí obce Dešná v okrese Jindřichův Hradec.